# CJWI
CJWI mieux connu sous le nom de CPAM 1410 AM est une station de radio diffusant à Montréal, Québec sur la bande AM à la fréquence 1 410 kHz avec une puissance de 10 000 watts. Elle est entièrement consacrée à la culture, aux questions haïtiennes et multiculturelles. Elle a obtenu sa licence de diffusion du CRTC le 7 novembre 2001 et a commencé à diffuser en 2002 à la fréquence 1 610 kHz.
Le siège social de la station est situé au 3390 boulevard Crémazie Est à Montréal. La station, ainsi que son antenne d'émission ont longtemps été au 3733 rue Jarry Est.
CJWI avait la particularité d'avoir son site de transmission sur le toît d'un immeuble, une rareté parmi les stations AM. Elle utilisait une courte antenne fouet en fibre de verre Valcom montée au sommet d'un entrepôt situé sur la rue Jarry à Montréal, près de l'autoroute 40.
Le 20 mai 2009, CJWI a demandé de changer sa fréquence AM de 1 610 kHz à 1 410 kHz et d'augmenter la puissance de transmission de 1 000 watts à 10 000 watts jour et nuit. Le 26 octobre 2009, CJWI a obtenu l'autorisation de changer de fréquence pour le 1 410 kHz et d'augmenter sa puissance à 10 000 watts et de déplacer son antenne vers un autre site. (Le 1610 AM sera plus tard occupé en 2014 par CHRN (en), une station ethnique appartenant à Radio Humsafar (en).)
La diffusion sur la nouvelle fréquence a débuté le 28 avril 2013, et le 1610 AM a été mis hors service le 3 juin.
Le site de l'émetteur 1410 est situé à Saint-Constant près de l'autoroute 30 et utilise un émetteur à semi-conducteurs Nautel XR-12. Le site était partagé avec CJMS 1040, qui appartenait au Groupe Médias Pam de décembre 2014 jusqu'à la fermeture de cette station en décembre 2020.

## Programmation
CPAM programme un large éventail d'émissions musicales, d'affaires publiques, de tribunes téléphoniques ainsi que de nouvelles locales ou d'Haïti. 90 % de la programmation est en français, 10 % en créole haïtien. Elle offre une programmation axée sur les besoins et la culture des communautés ethnoculturelles francophones d'origine haïtienne surtout (50 %) mais aussi latino-américaine (35 %) et africaine de langue française (15 %) de la région métropolitaine de Montréal.